# کریستینا تورنس والرو
کریستینا تورنس والرو (اسپانیایی: Cristina Torrens Valero‎؛ زادهٔ ۱۲ سپتامبر ۱۹۷۴) یک تنیس‌باز اهل اسپانیا است.